# Аркаул (Караідельський район)
Аркау́л (рос. Аркаул, башк. Арҡауыл) — присілок у складі Караідельського району Башкортостану, Росія. Входить до складу Ургушівської сільської ради.
Населення — 4 особи (2010; 11 у 2002).
Національний склад:
- татари — 55 %
- башкири — 36 %